# Kućanci Đakovački
Kućanci Đakovački su naselje u Hrvatskoj, regiji Slavoniji u Osječko-baranjskoj županiji i nalaze se u sastavu općine Drenje.

## Zemljopisni položaj
Kućanci Đakovački se nalaze na 122 metara nadmorske visine u području gdje jugoistočni obronci Krndije prelaze u nizinu istočnohrvatske ravnice. Selo se nalazi na županijskoj cesti ŽC 4118 i na oko 1 km udaljenosti od državne ceste D515 Našice D2 - Đakovo D7.  Susjedna naselja: zapadno se nalazi općinsko središte Drenje, južno su Preslatinci, te sjeverozapadno je naselje Paljevina i sjeverno Potnjani. Sjeveroistočno se nalaze Gorjani naselje u istoimenoj općini, a jugoistočno Satnica Đakovačka naselje u istoimenoj općini. Pripadajući poštanski broj je 31418 Drenje, telefonski pozivni 031 i registarska pločica vozila DJ (Đakovo). Površina katastarske jedinice naselja Kućanci Đakovački je 5,43 km2.

## Stanovništvo
Prema popisu iz 2011. naselje je imalo 148 stanovnika.
| broj stanovnika | 186   | 212   | 148   | 197   | 343   | 267   | 321   | 323   | 332   | 346   | 338   | 302   | 253   | 214   | 177   | 148   | 104   |
|                 | 1857. | 1869. | 1880. | 1890. | 1900. | 1910. | 1921. | 1931. | 1948. | 1953. | 1961. | 1971. | 1981. | 1991. | 2001. | 2011. | 2021. |

Do 1900. iskazivano pod imenom Kućanci.

## Crkva
U selu se nalazi rimokatolička crkva SV. Ivana Nepomuka koja pripada katoličkoj župi Sv. Mihaela arkanđela u Drenju i đakovačkom dekanatu Đakovačko-osječke nadbiskupije. Crkveni god (proštenje) ili kirvaj slavi se 16. svibnja.

## Obrazovanje i školstvo
- Područna škola do 4. razreda koja radi u sklopu Osnovne škole Drenje.

## Šport
- NK Kućanci Kućanci Đakovački, nogometni klub, trenutačno u stanju mirovanja.

## Ostalo
- Dobrovoljno vatrogasno društvo Kućanci Đakovački.

## Vanjska poveznica
- http://os-drenje.skole.hr/  Arhivirana inačica izvorne stranice od 20. srpnja 2019. (Wayback Machine)
- ARKOD preglednik

|  | Portal Hrvatske – Pristup člancima s tematikom o Hrvatskoj. |